# Drangey
Drangey est une île islandaise aux falaises abruptes. Elle est située au milieu du fjord Skagafjörður. L'île est le vestige d'un volcan vieux de 700 000 ans, et est en majorité faite de tuf volcanique.
Les espèces d'oiseaux sur Drangey sont variées, mais les plus courantes sont des oiseaux de plongée: le guillemot, pingouin et le macareux. Le guillemot niche dans les falaises, tandis que le pingouin préfère le plus souvent des fissures profondes sous les falaises. Le macareux, quant à lui, creuse des trous au bord des falaises.
Selon la Saga de Grettir, c'est sur cette île isolée que se réfugie le personnage principal, lui permettant ainsi de survivre dix-neuf ans à la proscription que lui avait imposée le Thing. 